# Kalkere, Hosadurga
Kalkere là một làng thuộc tehsil Hosadurga, huyện Chitradurga, bang Karnataka, Ấn Độ.